# Pistolet maszynowy Armaguerra OG-43
Armaguerra OG-43 – pistolet maszynowy projektu Giuseppe Olianiego w latach 1943–1944, którego prototypy zostały wyprodukowane w niewielkich ilościach pod koniec II wojny światowej we Włoskiej Republice Socjalnej. Jego wersją rozwojową był pistolet Armaguerra OG-44. Pistolet nie wszedł do produkcji seryjnej, a po wojnie projekty Olianiego nie były rozwijane.

## Historia
W 1943 roku Giuseppe Oliani stworzył projekt owego pistoletu maszynowego OG-43 dla Włoskiej Republiki Socjalnej, który wówczas uznano za bardzo kompaktowy ze względu na zastosowane rozwiązania konstrukcyjne. Koncepcja ta była częścią planu rozwoju produkcji broni strzeleckiej dla państwa. W tym samym czasie powstały pistolety maszynowe FNAB-43 i TZ-45. OG-43 był pistoletem o innowacyjnym zastosowaniu uchwytu pistoletowego, który był jednocześnie magazynkiem, a większość komponentów do produkcji była z tłoczonej stali . OG-44 uznano za konstrukcję bardziej konserwatywną, ponieważ posiadała stałą kolbę drewnianą oraz rozdzielony chwyt i magazynek. W obu przypadkach wyprodukowaniem prototypów zajęła się fabryka Società Anonima Revelli Manifattura Armaguerra z Cremony. Do końca wojny OG-43 i OG-44 nie weszły do seryjnej produkcji. Po wojnie koncepcje Olianiego nie były rozwijane ze względu na zdominowanie rynku produkcji broni przez Berettę . 

## Opis
Pistolet maszynowy OG-43 był konstrukcją, do której produkcji użyto komponentów z tłoczonej stali, w której Oliani zastosował chwyt pistoletowy z dwurzędowego magazynku pudełkowego zapożyczonym z Beretty M1938 o różnej pojemności. Broń nie posiadała oddzielnego, drewnianego chwytu. Zamek miał kształt litery L i był umieszczony nie z boku, lecz u góry lufy. Pozwoliło to na zastosowanie lżejszej i krótszej komory zamkowej. W broni zastosowano przełącznik rodzaju ognia, który pozwalał na strzelanie przy otwartym zamku, ogniem pojedynczym i serią. OG-43 posiadał drewniany, składany chwyt przedni pod lufą, który można było złożyć. Pistolet posiadał również składaną pod spód metalową kolbę .  
OG-44 pod względem konstrukcji i układu zamka, komory zamkowej czy typu magazynka był taki sam jak OG-43. Wersja rozwojowa posiadała jednak zamontowaną na stałe drewnianą kolbę. Ponadto zastosowano tradycyjny chwyt tylny połączony z kolbą, a magazynek był umieszczony oddzielnie, przed spustem. Kolbę można było odchylić do tyłu w celu demontażu zamka . 
|                     | OG-43                                               | OG-44               |
| ------------------- | --------------------------------------------------- | ------------------- |
| kaliber             | 9 mm                                                | 9 mm                |
| długość             | 470 mm (z kolbą złożoną) 720 mm (z kolbą rozłożoną) | 787 mm              |
| waga                | b.d.                                                | 3,18 kg             |
| długość lufy        | 315 mm                                              | 292 mm              |
| pojemność magazynka | 20, 30 lub 40 naboi                                 | 20, 30 lub 40 naboi |
| szybkostrzelność    | 500 strz./min                                       | 500 strz./min       |

Źródło: M. Popenker, Armaguerra OG-43 OG-44, „Modern Firearms” (dostęp: 14.05.2020).